# 라파스 (기업)
라파스(Raphas)는 대한민국의 경피전달 패치 기업이다. 본사는 서울 강서구 마곡중앙8로1길 62에 위치해 있다. 대표이사는 정도현이다. 패치의 연구개발, 제조, 판매하며 ODM 방식으로 미용 패치를 공급하고 있다

## 상장
2019년 11월 11일에 코스닥 시장에 상장하였다. 

## 같이 보기
- 대원제약
- 티디에스팜

## 참고 문헌
1. ↑  라파스 IR자료 2020년 12월
2. ↑  유현재, DB금융투자-라파스, 2020. 12. 15
3. ↑  라파스, 지난해 영업손실 39억…적자지속,  이데일리, 2024-02-21
4. ↑  이정민, 라파스, 패치형 비만치료제 개발 기대감에 주가 급등, 서울경제, 2024.07.14
5. ↑  전혜린, 한국IR협의회 기술분석보고서-라파스, 2021.03.04.